# マリル・ヘナー
マリル・ルーシー・ヘナー（Marilu Lucy Henner, 1952年4月6日 - ）はアメリカ合衆国の女優。

## 経歴

### 生い立ち
イリノイ州シカゴ出身。車のセールスマンだった父ジョー・プドロウスキーと、ダンスインストラクターだった母ロレッタ・ヘナーのあいだに6人兄弟の3番目として生まれた。父や兄弟は商売上の目的から、のちに名字をヘナーに変えている。幼少期はシカゴ北部にあるローガンスクエアで育った。母は、the National Association of Dance and Affiliated Arts (NADAA) の会長をつとめながら自らもダンス・スクールを20年間運営しており、ヘナーは2歳のときにその初級クラスへ入った。

### キャリア
1971年、シカゴ大学在学中にミュージカル『グリース』のプレ・ブロードウェイ公演でマーティ役をつとめて、本格的に女優の道を歩みはじめる。ブロードウェイのミュージカルは『Over Here!』（1974年）、『Pal Joey』（1976年）、『Social Security』（1986年）、『シカゴ』（1997年）、『The Tale of the Allergist's Wife』（2002年）といった舞台に出演している。
1977年に『Between The Lines』で初めて映画に出演し、当時はまだ売り出し中だったジェフ・ゴールドブラム、リンゼイ・クローズ、ジョン・ハード、ジル・アイケンベリーらと共演。レギュラー出演していたシットコム『Taxi』（1978年 - 1983年）が出世作となってゴールデングローブ賞テレビ部門の助演女優賞5年連続ノミネートを受けるが、いずれも受賞は逃した。その後は映画『暗黒街の人気モノ マシンガン・ジョニー』（1984年）、『カーテンコール ただいま舞台は戦闘状態』（1992年）、『Taxi』で共演していたアンディ・カウフマンの伝記映画『マン・オン・ザ・ムーン』（1999年）などの作品に出演している。
そのほか著作活動も行っており、ダイエットや健康についての書籍をこれまでに8つ出版している。